# Измайлово (Ульяновская область)
Измайлово — рабочий посёлок в Барышском районе Ульяновской области России. Центр Измайловского городского поселения. Население — 2021 чел. (2021 г.).

## География
Посёлок Измайлово расположен в 17 км от районного центра города Барыша и в 147 км от областного центра — Ульяновска. Измайлово находится в низине, на реке Чевиль, окружённой лесом — сосны, берёзы, липы, дубы, — в котором много грибов и ягод. В лесу, окружающем посёлок, обитают лоси, волки, лисицы, зайцы. На территории посёлка находится семь прудов.

## История
В XVIII веке бывший царский стольник А. П. Измайлов получил земли в районе современной Старой Измайловки. Прибыль с этих мест он получить не смог из-за болотистости местности и бедных почв, занимался преимущественно охотой в своих угодьях; измайловские земли пошли на продажу ещё при его жизни.
В 1845 году на месте будущего посёлка симбирский дворянин Я. Ф. Прибыловский основал суконную мануфактуру, которая была сезонным предприятием. С поздней осени по раннюю весну крестьяне соседнего села Старая Измайловка и деревни Новая Измайловка (Симоновка) вручную ткали на нём сукна. На время полевых работ крестьяне уходили, и предприятие временно закрывалось.
В XIX веке владелец земель — купец Я. Ф. Прибыловский, построил небольшие предприятия — суконную мануфактуру (1845) и стекольный завод в районе Нижнего пруда. Строителями и первыми работниками были крепостные крестьяне.
Деревня Новая Измайловка (будущий р. п. Измайлово) упоминается в «Списки населенных мест Симбирской губернии» за 1859 год, в которой в 56 дворах жило 709 человек, была суконная фабрика.
Старая Измайловка и Новая Измайловка упомянуты в издании Симбирского губернского правления «Списки населенных мест Симбирской губернии» за 1884 год, где в частности указывается число дворов 56 и 36 в сельцах соответственно и общее число жителей — 277 мужского пола и 298 женского. Согласно изданию, оба сельца в этот период относились к Бело-Озерской волости Сенгилеевского уезда.
В 1885 году Измайловскую суконную фабрику-мануфактуру приобрёл симбирский купец Николай Яковлевич Шатров. Он построил при ней дома для рабочих и специалистов, социальные заведения — и возник посёлок при суконной фабрике довёл производство сукна со 150 тысяч до 1,5 миллионов аршин в год.
В 1890 году начала работать местная электростанция стараниями мецената и общественного деятеля Николя Шатрова, где обеспечивала энергией суконную фабрику.
В 1891 году в посёлке Шатрова была открыта церковно-приходская школа.
В 1913 году сельцо Новая Измайловка входило в Бело-Озёрскую волость Сенгилеевского уезда Симбирской губернии. Рядом находилась Суконная фабрика Н. Я. Шатрова, в котором жило-трудилось 850 человек.
В 1914 году освятили новую деревянную церковь, которая сначала была построена в Жадовском монастыре (ныне п. Самородки), но когда там возвели кирпичную, то её перевезли в посёлок. До этого прихожане ходили в церковь в честь Казанской иконы Божией Матери, села Старая Измайловка.
В начале ноября 1917 года в посёлке установилась советская власть.
В 1919 году фабрика была национализирована присвоив имя Я. М. Свердлова.
В 1932 году открыта участковая больница, в 1935 году — средняя общеобразовательная школа.
Статус посёлка городского типа — с 1938 года.
В годы войны в районе Измайлово велись разработки торфяников. Специально для доставки торфа была создана деревянная дорога длиной около 25 километров, по качеству не уступающая асфальтовой. Доставка торфа осуществлялась на «полуторках». После окончания войны многие люди, работавшие на разработке торфяников, перебрались жить в Измайлово. Кроме того, во время войны здесь располагался эвакуационный госпиталь. После войны организовано мемориальное Братское кладбище советских воинов, умерших от ран в эвакогоспиталях в годы Великой Отечественной войны 1941—1945 гг. На 9 мая сюда съезжались родственники и ветераны с городов и деревень, за десятки и сотни километров.
В 2013 году была построена церковь Георгия Победоносца.

## Население
| Год  | Число дворов | Число жителей | Примечания                                                                                    |
| ---- | ------------ | ------------- | --------------------------------------------------------------------------------------------- |
| 1859 | 56           | 709           |                                                                                               |
| 1884 | 56           | 575           |                                                                                               |
| 1900 | 37           | 243           | в с-це Новой Измайловке: 124 м. и 119 ж.; на суконной фабрике Н. Я. Шатрова: 461 м. и 496 ж.; |
| 1913 | 46           | 291           |                                                                                               |
| 1996 |              | 4000          |                                                                                               |

| 1959  | 1970  | 1979  | 1989  | 2002  | 2009  | 2010  |
| ----- | ----- | ----- | ----- | ----- | ----- | ----- |
| 4623  | ↗4961 | ↘4290 | ↘3943 | ↘3102 | ↘2704 | ↘2494 |
| 2012  | 2013  | 2014  | 2015  | 2016  | 2017  | 2018  |
| ↘2399 | ↘2383 | ↘2335 | ↘2282 | ↘2228 | ↘2170 | ↘2105 |
| 2019  | 2020  | 2021  |       |       |       |       |
| ↘2015 | ↘1959 | ↗2021 |       |       |       |       |

## Инфраструктура
Главное предприятие — суконная фабрика им. Свердлова, основанная в 1845 году фабрикантом Н. Я. Шатровым, в 2000 году остановленная и заброшенная. В настоящее время на территории площадки фабрики расположена фирма по изготовлению дверей, которая, согласно генеральному плану развития поселения до 2025 года, будет являться ведущим бюджетообразующим предприятием.

## Культура
Культурные события посёлка проходят преимущественно в доме культуры. С 1991 года на его сцене проходит ежегодный региональный фестиваль эстрадной песни «Провинция». Одним из самых знаменитых его участников стал Сергей Жуков, будущий солист группы «Руки вверх !», который дважды приезжал со своими эстрадными номерами на фестиваль.

## Достопримечательности
- Здание земской больницы (конец XIX — начало XX вв., ул. Фабричная) — в здании во время Великой Отечественной войны размещался госпиталь № 3281
- Ансамбль суконной фабрики Н. Я. Шатрова:
  - Дом жилой для фабричного специалиста — памятник истории и культуры[31], здание XIX века, сейчас используется как здание почты
  - Здание фабричного склад-пакгауза (1902)
  - Здание фабричной конторы (конец XIX — начало XX вв., ул. Советская, 18)
- Дом фабричный общественный (ул. Свердлова, 6)
- Дом фабричный общественный (ул. Свердлова, 9)
- Дом жилой управляющего фабрикой (ул. Советская, 11)
- Дом жилой для фабричных рабочих (ул. Советская, 12)
- Дом жилой для фабричных рабочих (ул. Советская, 13)
- Дом жилой для фабричных рабочих (ул. Советская, 15)
- Дом жилой фабриканта Шатрова (ул. Советская, 19)
- В 1973 году кладбище бывшего госпиталя времён Великой Отечественной войны объявлено памятником истории. Мемориальный комплекс включает надгробия с фамилиями умерших и монументальную скульптуру «Скорбящая мать»[32][33][34][35].
- С 2003 году стараниями учителей и школьников действует историко-краеведческий музей «Измайлово-Шатровские места».
- С 1991 года в посёлке проходит ежегодный региональный фестиваль исполнителей эстрадной песни «Провинция». Хореографическая группа «Экспрессия» в 2014 году стала дипломантом 20-го Международного конкурса профессионально-любительского детского и юношеского творчества «Роза ветров».

- Панорама братского кладбища советских воинов, умерших от ран в эвакогоспиталях в годы Великой Отечественной войны 1941-1945 гг.
- Вышка на пруду
- Памятник советским войнам

## Известные уроженцы
- Зырин, Николай Григорьевич — Герой Социалистического Труда.
- Лямзина, Нина Васильевна — Герой Социалистического Труда (1976), ткачиха ф-ки им. Свердлова, Барышский р-н[36].
- Седов, Вячеслав Михайлович — советский и российский физикохимик, член-корреспондент АН СССР (1981), член-корреспондент РАН (1992).